# Grimetons distrikt
Grimetons distrikt (uttalas 'gri'mmetånns) är ett distrikt i Varbergs kommun och Hallands län. 
Distriktet ligger vid öster om Varberg.

## Tidigare administrativ tillhörighet
Distriktet inrättades 2016 och utgörs av socknen Grimeton i Varbergs kommun.
Området motsvarar den omfattning Grimetons församling hade vid årsskiftet 1999/2000.